# Oktol
Oktol je visokoeksplozivna smeša koja se može topiti i koja se sastoji od HMX i TNT-a u različitim težinskim proporcijama.

## Sastav
Obično se koriste dve formulacije:
- 70% HMX & 30% TNT
- 75% HMX & 25% TNT

S obzirom da HMX ima mnogo veću brzinu detonacije od TNT-a (preko 2.000 metara u sekundi brže) i da čini glavni deo ove eksplozivne mešavine, mogu se zaključiti karakteristike brizantnog eksploziva Oktola.
Pošto HMX ima visoku tačku topljenja od 275°C, mora da se zagreje na prilično visoku temperaturu da bi se topio, što otežava kontrolu temperature i otežava rukovanje. Da bi se rešio ovaj nedostatak, Oktol se pravi mešanjem TNT-a, koji ima tačku topljenja od oko 80°C, da bi se snizila tačka topljenja na oko 90°C tako da se može rastopiti u kupatilu sa toplom vodom. Više se ne koristi jer je PBX postao glavni eksploziv.
- Brzina eksplozije : 8380m/s (gustina 1,8)
- Toplota eksplozije : 1074-1131 Kcal/Kg
- Specifična zapremina gasa : 830-847 l/Kg

## Upotreba Oktola
Primene Oktola su generalno vojne; na primer, oblikovana punjenja i bojeve glave koje se koriste u vođenim projektilima i podmuniciji. Oktol je nešto skuplji od eksploziva na bazi RDX-a, kao što su kompozicija B i ciklotol. Prednost Oktola je u tome što značajno smanjuje veličinu i težinu potrebnog eksplozivnog punjenja. Ovo su važna razmatranja kada je u pitanju pametno oružje kao što su vođene rakete. Lagana (ali efikasna) bojeva glava znači superiornu snagu u odnosu na težinu/odnos. Ovo zauzvrat rezultira većom brzinom rakete sa većim dometom i kraćim vremenom leta. Kao rezultat toga, meta ima manje mogućnosti da prepozna i izbegne napad.

## Alternativni nazivi
Octol se takođe naziva Oktol, posebno u istočnoj Evropi.

## Spoljašnje veze
- Reference to Octol used as a booster